# Бурсёль
Бурсёль (фр. Bourseul, брет. Boursaout, галло Bórsoeut) — коммуна во Франции, находится в регионе Бретань. Департамент — Кот-д’Армор. Входит в состав кантона Планкоэт. Округ коммуны — Динан.
Код INSEE коммуны — 22014.

## География
Коммуна расположена приблизительно в 350 км к западу от Парижа, в 60 км северо-западнее Ренна, в 38 км к востоку от Сен-Бриё.

## Население
Население коммуны на 2016 год составляло 1 134 человека.
| 1962 | 1968 | 1975 | 1982 | 1990 | 1999 | 2008 | 2016 |
| ---- | ---- | ---- | ---- | ---- | ---- | ---- | ---- |
| 952  | 1006 | 893  | 951  | 947  | 921  | 1038 | 1134 |

## Экономика
В 2007 году среди 645 человек в трудоспособном возрасте (15—64 лет) 440 были экономически активными, 205 — неактивными (показатель активности — 68,2 %, в 1999 году было 62,3 %). Из 440 активных работали 391 человек (222 мужчины и 169 женщин), безработных было 49 (19 мужчин и 30 женщин). Среди 205 неактивных 32 человека были учениками или студентами, 83 — пенсионерами, 90 были неактивными по другим причинам.

## Достопримечательности
- Церковь Сен-Никодем (XII век). Исторический памятник с 1964 года[3]
- Замок Бобуа (XVII век). Исторический памятник с 1926 года[4]
- Крест на кладбище (XVIII век). Исторический памятник с 1926 года[5]

## Фотогалерея

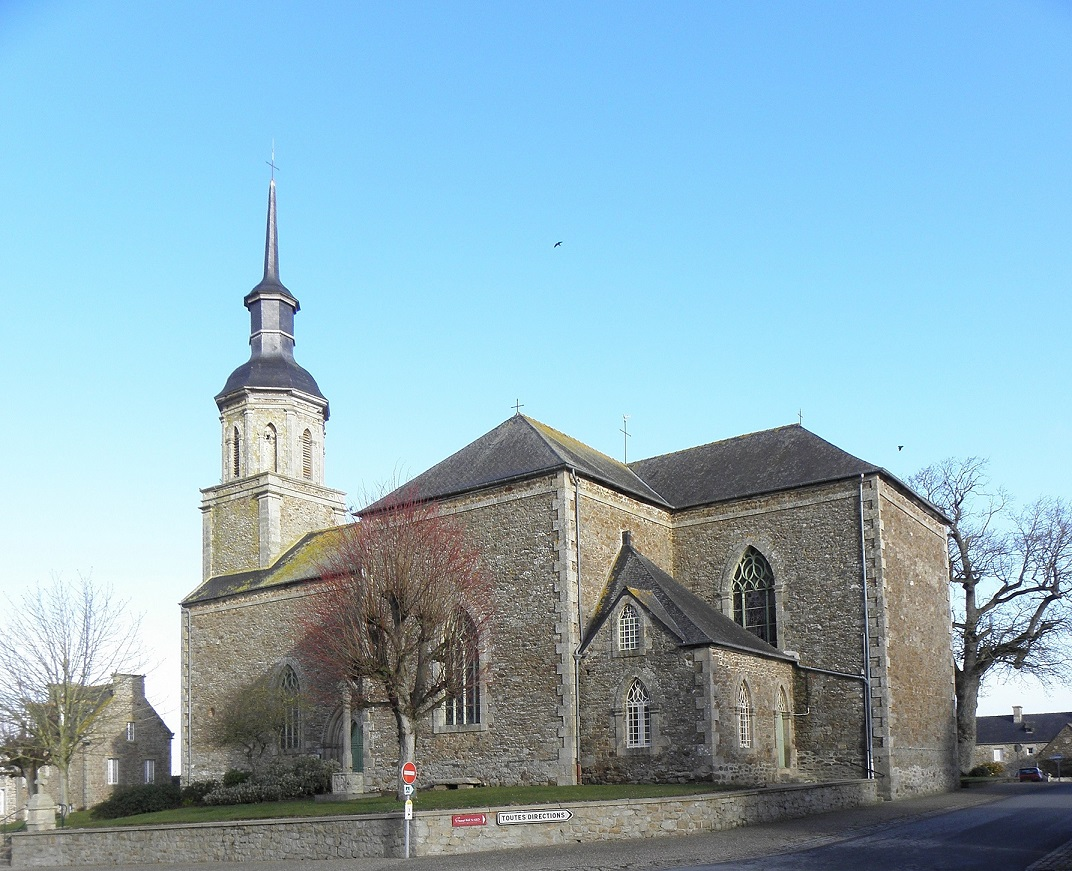
Церковь Сен-Никодем
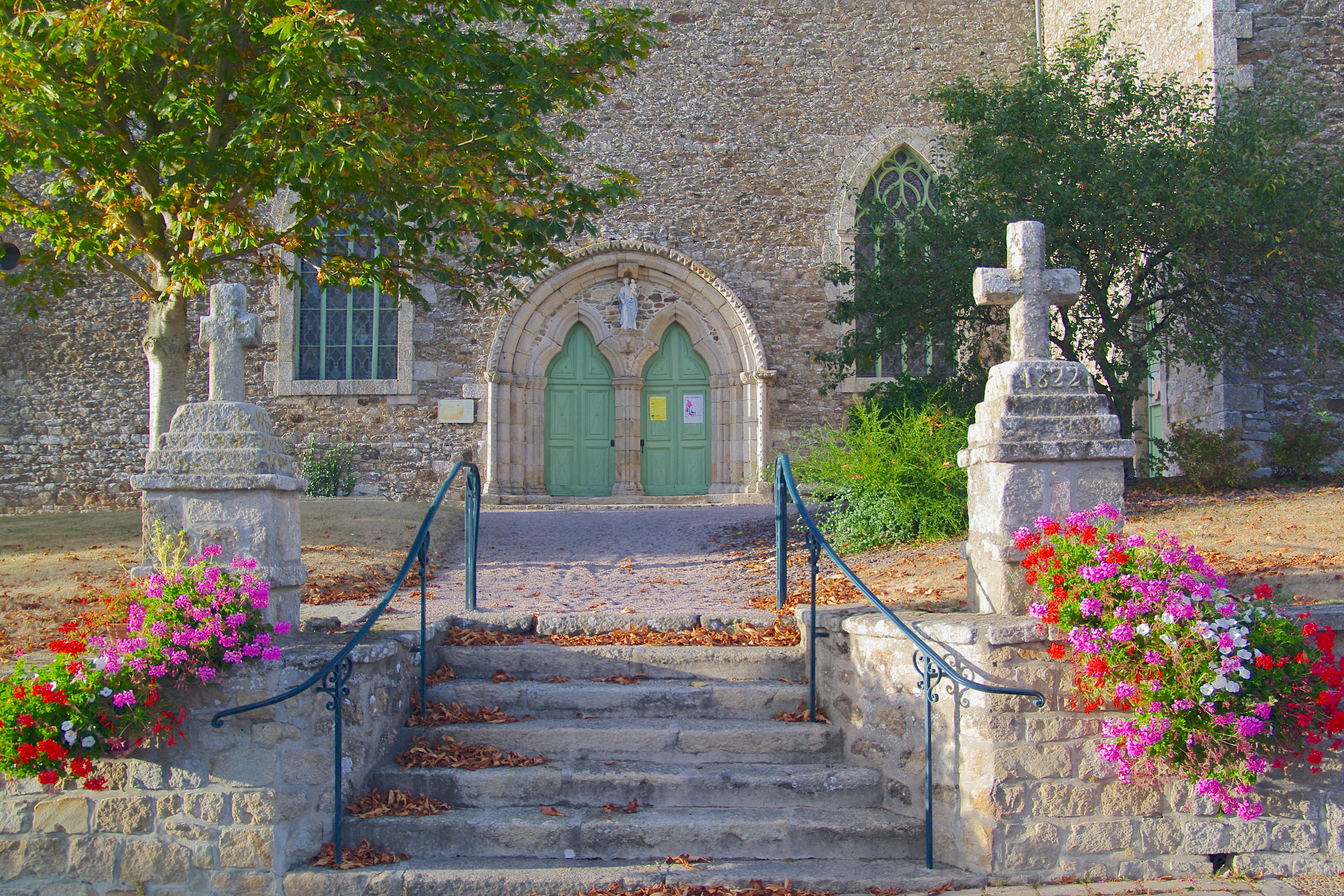
Крест возле церкви Сен-Никодем
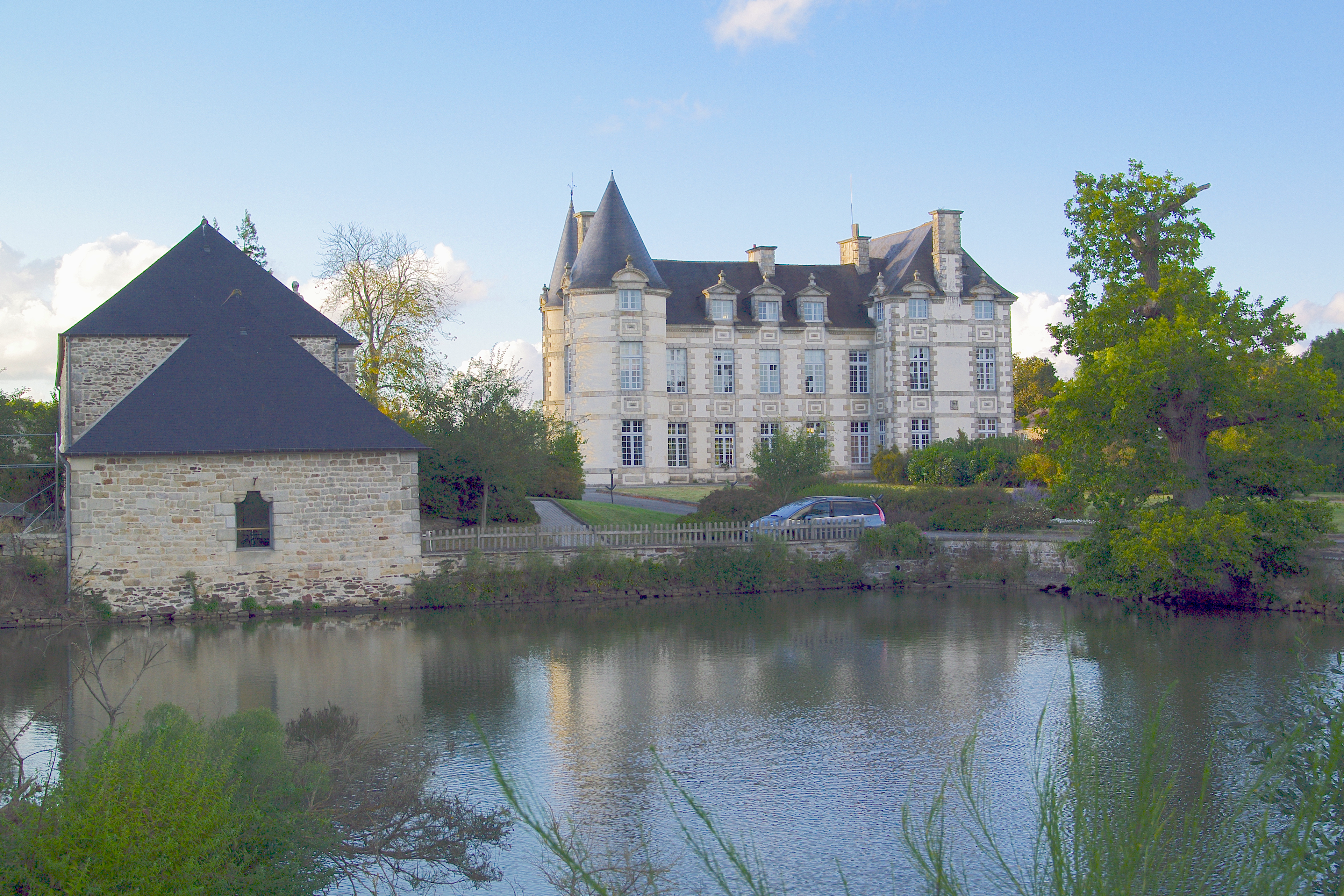
Замок Бобуа